# واینلند (آلاباما)
واینلند (به انگلیسی: Vineland) یک منطقهٔ مسکونی در ایالات متحده آمریکا است که در شهرستان مرنگو، آلاباما واقع شده‌است. واینلند ۴۵٫۱۱ متر بالاتر از سطح دریا واقع شده‌است.